# Орден белог орла (монархија)
Орден Белог орла био је орден који је додељиван у Краљевини Србији, Краљевини Југославији, а данас га додељује старешина краљевског дома Карађорђевића.
Орден има пет степени, а додељиван је српским и југословенским држављанима за заслуге у миру или рату, или за посебне заслуге према круни, држави и нацији. У периоду од 1883. до 1898. године, Орден белог орла био је највиши орден Краљевине Србије. Године 1898. постаје старији у рангу од њега краљевски Орден Милоша Великог, а од 1904. привилеговано место заузима Орден Карађорђеве звезде. Орден Белог орла, по мишљењу многих хералдичара, једно је од најлепших српских и југословенских одликовања.

## Историја
Кнежевина Србија је проглашена Краљевином 22. фебруара/5. марта 1882. године. Наредне године, 23. јануара 1883, краљ Милан Обреновић потписао је Указ о доношењу Закона о одликовањима када су основана два српска одличја, установљен је Орден белог орла, као и Орден Светог Саве. Двоглави бели орао са крилима у полету успостављен је као државни грб Краљевине Србије. Представља величанствен симбол који датира из доба владајућих династија Византијског царства, означава универзални симбол хришћанства. Овај симбол су користили у владарским кућама средњовековне Србије, цареви Светог римског царства, цареви Русије и цареви Аустрије; главна разлика је била боја или метал којим се представљао орао. Сребро је било за Србију, злато за Византију, црна боја за Свето римско царство, као и за руске и аустријске цареве. На реверсу ордена су се у време династије Обреновић налазили иницијали краља Милана. После Мајског преврата (1903) Србија је постала парламентарна краљевина на челу са династијом Карађорђевић, краљ Петар I је наставио да у складу са својим овлашћењима додељује орден на основу Указа. Али су иницијали оснивача уклоњени са реверса и замењени годином проглашења краљевине 1882, због тога је и са реверса плавих трака које се спуштају од круне уклоњен датум проглашења краљевине, јер није било више потребе за истим. Тридесет две године после оснивања, 1915. године, у време Првог светског рата, краљ Петар I основао је Орден белог орла за ратне заслуге са мачевима. Носиоци ордена с мачевима су од 1938. славили Петровдан, рођендан краља Петра I, као славу, у фебруару 1941. добили су "скоро све повластице" као и одликовани Карађорђевом звездом.
За разлику од других одликовања Србије орденска лента је ношена преко левог рамена на десном боку.
Чувене радионице у главном граду Аустроугарске Бечу као што су Роте & Синовац, Винцет Мајер и синови, Карл Фисмајстер и Вилхелм Кунц су израђивале орденске инсигније све до Првог балканског рата. Од 1912. до 1945. године орденске инсигније су израђивале чувене радионице, Артис Бертран у Паризу и Браћа Игенен из Ле Локла у Швајцарској.
Носиоци ордена имали су одређене економске и друштвене повластице, које су делимично задржали и после 1945.

## Степени
Орден белог орла, по тадашњем закону имао је пет степени. Први степен, Велики крст, по закону је било одређено да могу да добију само пет заслужних личности. Други степен, Велики официр, по закону могло је да добије двадесет лица. Трећи степен, Командир, могло је да добије четрдесет лица. Четврти степен, Официр, њих сто педесет. Пети степен Ордена белог орла, Кавалир, могло је да добије три стотине лица.
- Велики крст (5 чланова)
- Велики официр (20 чланова)
- Командир (40 чланова)
- Официр (150 чланова)
- Кавалир (300 чланова)

## Носиоци
Краљевски орден
- Михајло Пупин,1929.
- Стојан Новаковић
- Леополд Баварски
- браћа генерали Емило Белић и Владимир Белић
- Жарко Рувидић

Династички орден
- Драгомир Ацовић, архитекта и хералдичар, члан Крунског савета (2007)
- Душан Батаковић, историчар (2007)
- Матија Бећковић, академик, песник и члан Крунског савета (2007)
- Владан Вукосављевић, правник, министар културе и информисања Републике Србије (2016-2020), члан Крунског савета (2017)
- Ђорђе Ђуришић, адвокат, члан Крунског савета (2017)
- Зоран Живановић, адвокат, члан Крунског савета (2017)
- Владан Живуловић,  адвокат,  оснивач и председник је Атланског Савета Србије и Црне Горе, члан Крунског савета (2017)
- Драгољуб Кавран, професор Правног факултета Универзитета у Београду (2007)
- Емир Кустурица, редитељ, члан Крунског савета (2017)
- др Слободан Марковић, историчар, професор Факултета политичких наука Универзитета у Београду, члан Крунског савета (2017)
- Ђурђе Нинковић, правник, један од обновитеља Демократске странке и члан Крунског већа (2017)
- Милан Париводић, правник, члан Крунског савета (2017)
- Дарко Спасић, адвокат, члан Крунског савета (2017)
- др Коста Чавошки, академик, пензионисани професор Правног факултета Универзитета у Београду, члан Крунског савета (2017)

## Знак ордена
| Орден Белог орла             | Орден Белог орла        | Орден Белог орла   | Орден Белог орла | Орден Белог орла  | Орден Белог орла |
| Велики крст 1. степен        | Велики официр 2. степен | Командир 3. степен | Официр 4. степен | Кавалир 5. степен |                  |
| ---------------------------- | ----------------------- | ------------------ | ---------------- | ----------------- | ---------------- |
|                              |                         |                    |                  |                   |                  |
|                              |                         |                    |                  |                   |                  |
| Орден белог орла са мачевима |                         |                    |                  |                   |                  |
| Велики крст 1. степен        | Велики официр 2. степен | Командир 3. степен | Официр 4. степен | Кавалир 5. степен |                  |
|                              |                         |                    |                  |                   |                  |
|                              |                         |                    |                  |                   |                  |

## Занимљивости
- Амерички поп певач Мајкл Џексон се током судског процеса 2004. године појавио у судници носећи на реверу сакоа британски орден који је био додељиван за херојство у Првом светском рату и са Орденом белог орла трећег степена око врата.[6]